# Khirbet Bet Ley
Koordinaten: 31° 33′ 49″ N, 34° 55′ 41″ O
Khirbet Bet Ley ist ein archäologischer Fundort in Israel acht Kilometer östlich von Lachisch nahe der Grünen Linie.
Bei Straßenbauarbeiten wurden im Jahr 1961 zwei in den Felsen gehauene Kammergräber am östlichen Abhang von Khirbet Bet Ley gefunden. Eine der beiden Höhlen besteht aus einem Vorraum sowie zwei seitlichen Grabkammern (Süd- und Westseite) mit umlaufenden Steinbänken. Eine dritte, nördliche Kammer ist unvollendet, lediglich der ausgehauene Türrahmen existiert. In den Kammern wurden Skelette und kleinere Schmuckstücke als Grabbeigaben in situ gefunden. Im Vorraum sind Zeichnungen von Kriegern und Schiffen sowie sieben kurze Inschriften in Althebräischer Sprache in den Kalkstein geritzt. Aufgrund des Materials und der offenbar flüchtigen Ausführung der Inschriften sind diese jedoch schwer entziffer- und deutbar sowie paläographisch kaum zu bestimmen. Dennoch datieren zahlreiche Forscher die Inschriften in die Zeit um 700 v. Chr., einzelne Autoren jedoch in die späte Königszeit oder gar in das vierte Jahrhundert v. Chr. Da im Grab selbst keine Keramik gefunden wurde, ist archäologisch eine zeitliche Einordnung schwierig. Der Typus der Grabanlage entspricht eher dem vorexilischen Modell. Perserzeitliche Keramik vor dem Grab dürfte erst nach der Versiegelung des Grabes an ihren Ort gekommen sein und somit eher einen terminus ante quem darstellen.
Häufig werden die Zeichnungen, insbesondere die Darstellung eines vielleicht assyrischen Heerlagers mit der Eroberung des Königreiches Juda durch Sanherib in Verbindung gebracht. Der Inhalt der Inschriften ist jedoch zu unspezifisch, um darüber Aufschluss zu geben.